# Вінтіляска
Вінтіляска (рум. Vintileasca) — село у повіті Вранча в Румунії. Входить до складу комуни Вінтіляска.
Село розташоване на відстані 139 км на північ від Бухареста, 38 км на захід від Фокшан, 105 км на захід від Галаца, 85 км на схід від Брашова.

## Населення
За даними перепису населення 2002 року у селі проживали 599 осіб, з них 598 осіб (99,8%) румунів. Усі жителі села рідною мовою назвали румунську.